# Asterogyne
Asterogyne es un género con cinco especies de plantas con flores perteneciente a la familia  de las palmeras (Arecaceae).

## Descripción
Son de tronco solitario en su mayoría, inermes y monóicas. Naturales de selvas nubladas y muy húmedas, se encuentran esparcidas  en Centroamérica y en el norte de Suramérica. En Venezuela, se pueden encontrar tres especies silvestres: Asterogyne ramosa, Asterogyne spicata y Asterogyne yaracuyense, esta última se encuentra en el Libro Rojo de la Flora Venezolana, y es endémica del Cerro la Chapa, del Estado Yaracuy.

## Taxonomía
El género fue descrito por H.Wendl. ex Benth. & Hook.f. y publicado en Genera Plantarum 3: 914. 1883.
Etimología
Asterogyne: nombre genérico que deriva de las palabras griegas: Astero- que significa estrella, y gyne mujer, se refiere a la forma estellada que tiene el pistilo de las especies de este género. 

## Especies
- Asterogyne guianensis
- Asterogyne martiana
- Asterogyne ramosa
- Asterogyne spicata
- Asterogyne yaracuyense